# Oman na Letnich Igrzyskach Paraolimpijskich 2008
Oman na Letnich Igrzyskach paraolimpijskich w Pekinie reprezentował 1 zawodnik.

## Medale
Oman nie zdobył medalu

## Kadra

### Podnoszenie ciężarów
- Badar Al Harthy

kategoria poniżej 56 kilogramów - 11 miejsce